# Gyangzê (powiat)
Gyangzê lub Jiangzi (tyb. རྒྱལ་རྩེ་རྫོང་།, Wylie: rgyal rtse, ZWPY: Gyangzê; chiń. upr. 江孜县; pinyin Jiāngzī Xiàn) – powiat we południowej części Tybetańskiego Regionu Autonomicznego, w prefekturze Xigazê. W 1999 roku powiat liczył 60 830 mieszkańców.

Gyangzê (powiat)
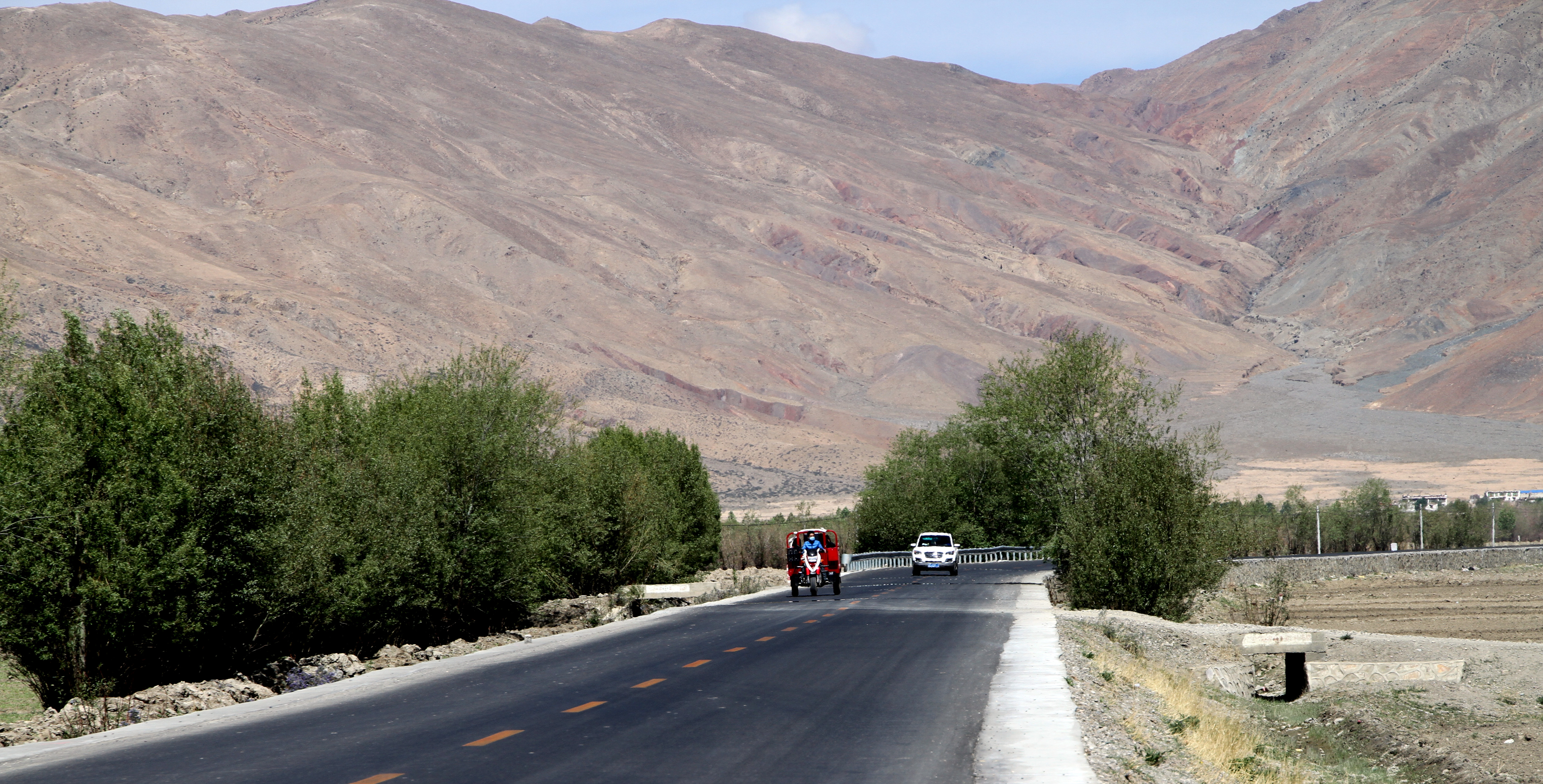
S204
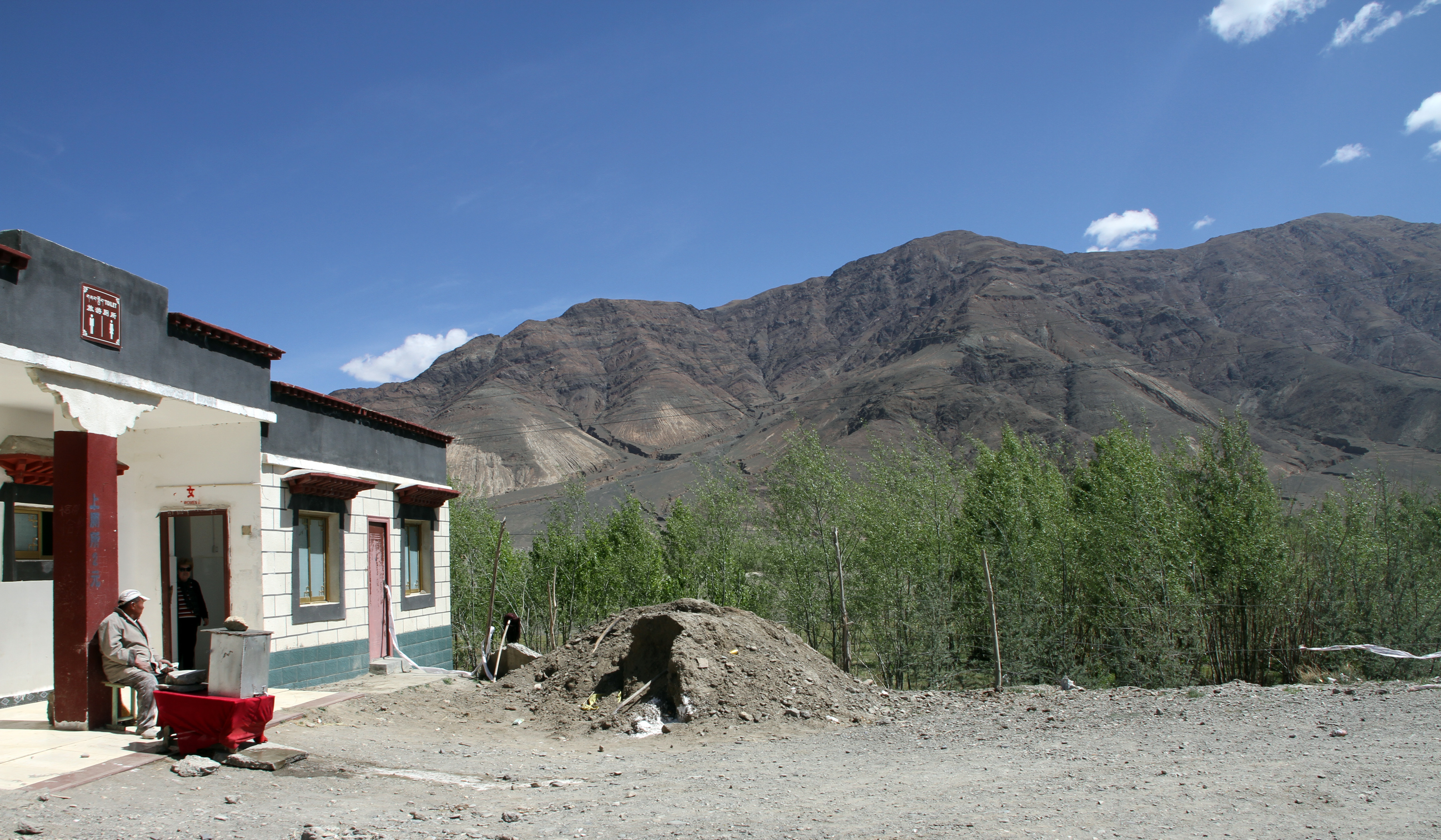
Miejsce odpoczynku na S204
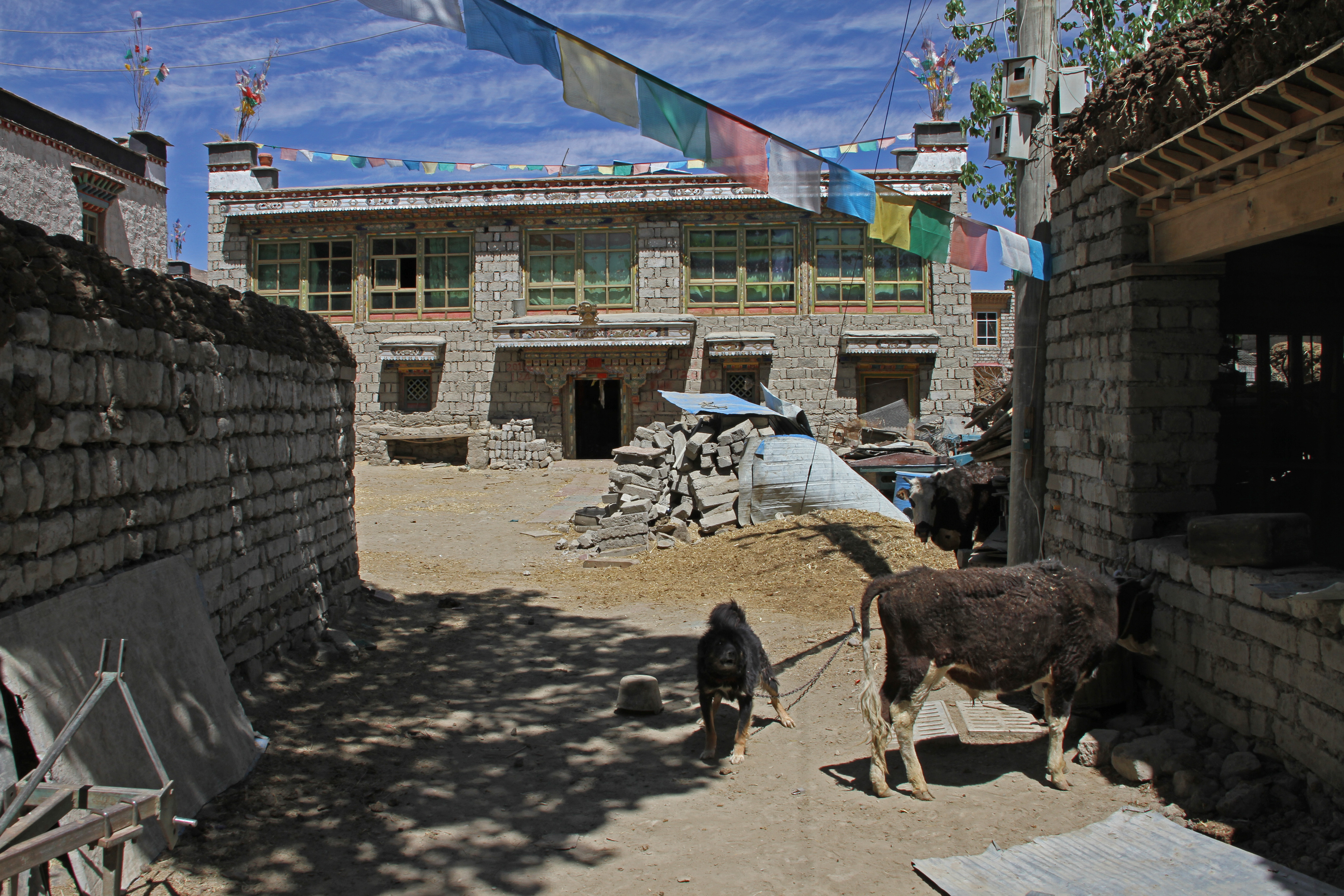
Gospodarstwo
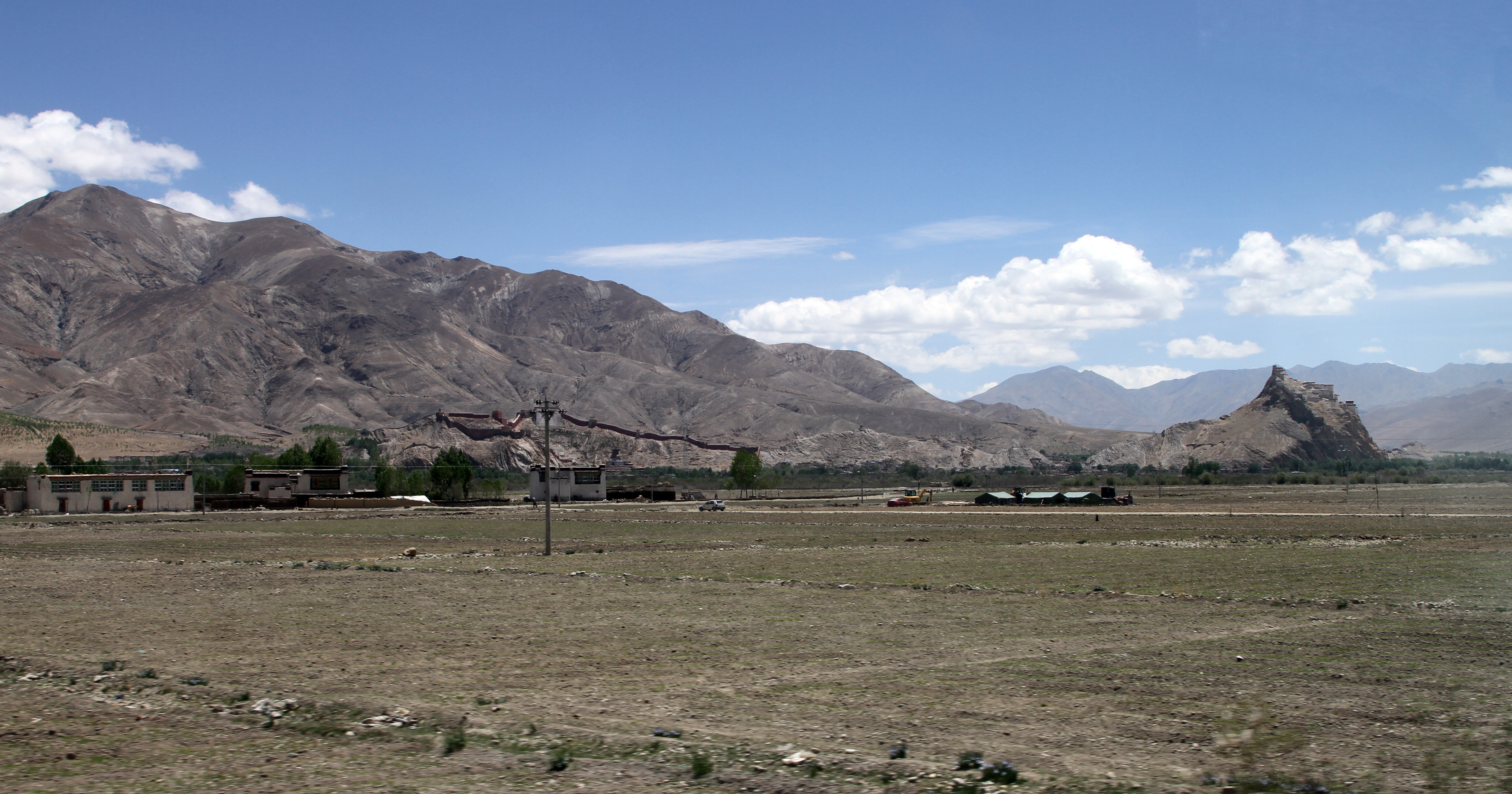
Paelkhor Choede
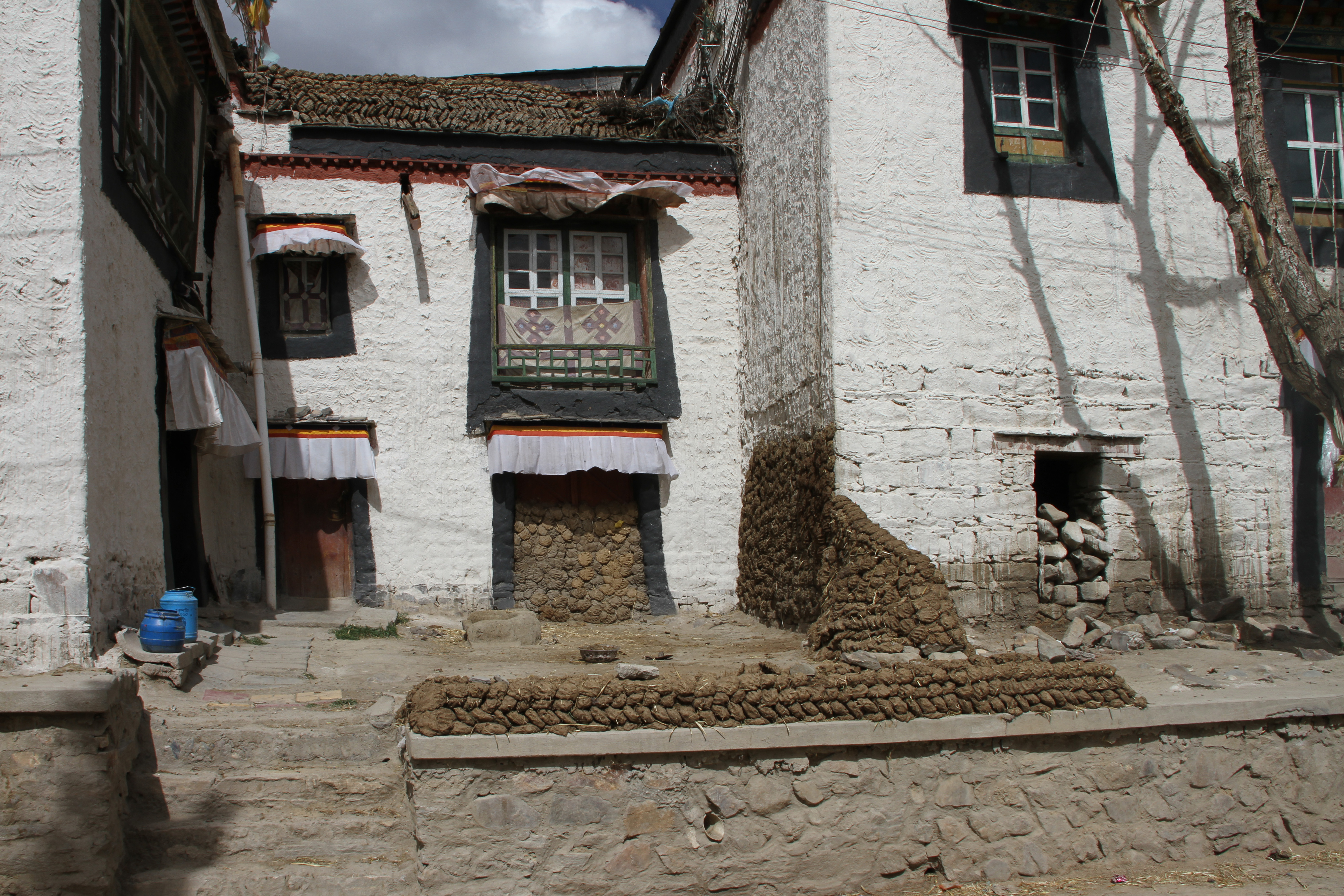
Stare Miasto Gyantse
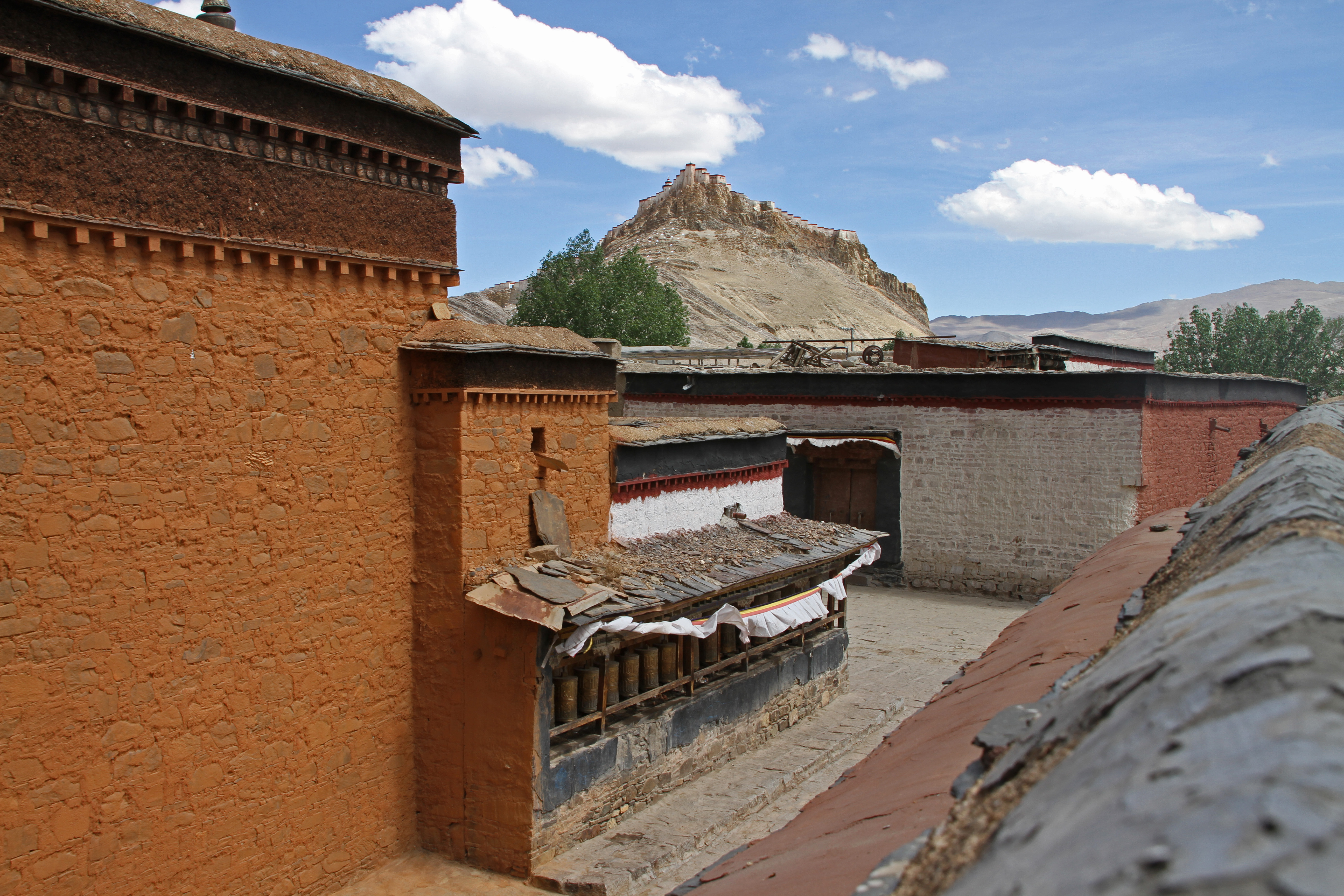
Dzong